# Geschützter Landschaftsbestandteil Hamper Bach

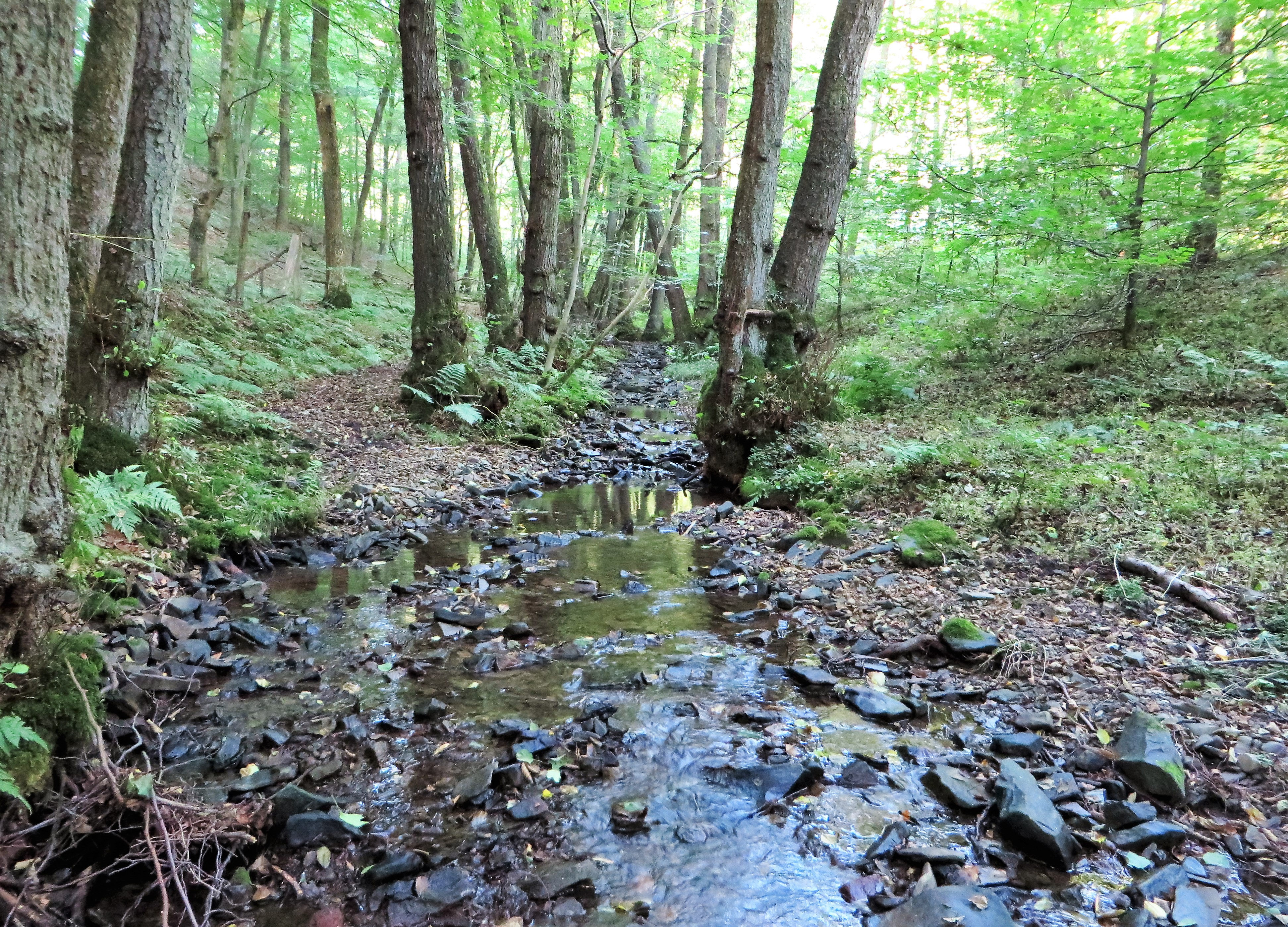
Geschützter Landschaftsbestandteil Hamper Bach

Der Geschützte Landschaftsbestandteil Hamper Bach mit einer Flächengröße von 2,38 ha liegt auf dem Gebiet der kreisfreien Stadt Hagen in Nordrhein-Westfalen. Der LB wurde 1994 mit dem Landschaftsplan der Stadt Hagen vom Stadtrat von Hagen ausgewiesen.

## Beschreibung
Beschreibung im Landschaftsplan: „Es handelt sich um das weitgehend naturnahe, überwiegend bewaldete Hamperbachtal südwestlich von Ambrock.“

## Schutzzweck
Laut Landschaftsplan erfolgte die Ausweisung „zur Sicherung der Leistungsfähigkeit des Naturhaushalts durch Erhalt eines Lebensraumes für die Lebensgemeinschaften der Bachläufe, Sumpfzonen und Auenwälder und zur Gliederung und Belebung des Landschaftsbildes durch Erhalt naturnaher Landschaftselemente.“